# Bisaurri
Bisaurri (aragónul Bisagorri) település Spanyolországban, Huesca tartományban. Bisaurri Castejón de Sos, Laspaúles, Torre la Ribera, Valle de Bardají és Seira községekkel határos. Lakosainak száma 179 fő (2024).

## Népesség
A település népessége az utóbbi években az alábbiak szerint változott:
| Lakosok száma | 225  | 248  | 247  | 226  | 206  | 179  | 185  | 167  | 176  | 179  |
|               | 2001 | 2004 | 2006 | 2009 | 2011 | 2014 | 2016 | 2019 | 2021 | 2024 |